# Adeliza z Lovaně
Adeliza z Lovaně někdy označovaná také jako Adelicia nebo Adela či Aleidis (1103? – 23. dubna 1151, Affligem) byla v letech 1121 až 1135 anglická královna jako druhá manželka Jindřicha I. Byla dcerou Geoffroye z Lovaně, vévody dolního Lotrinska, brabantského lantkraběte a hraběte z Lovaně a Bruselu.

## Anglická královna
Adeliza se za krále Jindřicha provdala 2. února 1121, kdy jí zřejmě ještě nebylo ani dvacet let a Jindřichovi bylo padesát tři. Jindřich se podruhé oženil kvůli potřebě legitimního mužského dědice. Ačkoliv měl nejvíce nelegitimních potomků z anglických panovníků, měl jen jednoho legitimního syna Viléma, který se roku 1120 utopil. Z manželství se děti nenarodily. Adeliza, na rozdíl od jiných anglických královen, hrála jen malou roli ve veřejném životě království. Není však jasné, zda to byla její volba, nebo Jindřichovo přání. Když Jindřich 1. prosince 1135 zemřel, Adeliza krátce odešla do kláštera. Byla přítomna na vysvěcení Jindřichova hrobu rok po jeho smrti.

## Druhé manželství
V roce 1139 se stále relativně mladá vdova provdala za Viléma z Aubigny, hraběte z Arundelu, jednoho z dřívějších Jindřichových rádců. S sebou přinesla do manželství mimo jiné i hrad v Arundelu. Ačkoliv její manžel byl věrných zastáncem krále Štěpána z Blois, Adeliza sama zřejmě v boji o trůn podporovala císařovnu Matyldu, dceru Jindřicha I. Když císařovna v roce 1139 připlula do Anglie, obrátila se s prosbou o přístřeší na svou nevlastní matku a přistála poblíž Arundelu.

## Poslední léta života
Adeliza strávila poslední léta života v rouše jeptišky v brabantském klášteře Affligem, který štědře podporovala a také zde zemřela. Byla pochována v klášterním kostele vedle svého otce. Hrob byl během Francouzské revoluce zničen, kosti byly nalezeny a znovu pohřbeny v obnoveném opatství.